# 라트하우스 노이쾰른역
라트하우스 노이쾰른역(U-Bahnhof Rathaus Neukölln)은 베를린 노이쾰른구 노이쾰른에 있는 U7의 역이다. 노이쾰른 구청(Rathaus Neukölln) 근처의 카를마르크스슈트라세(Karl-Marx-Straße)에 역사가 위치해 있다.
설계자는 알프레드 그레난데르이다. 1967년에는 승강장이 80 m에서 110 m로 연장되었다. 1990년대에 개보수 공사를 거치면서 세라믹 타일 외벽과 바닥재가 교체되었다. 에스컬레이터와 엘리베이터가 설치되어 있다.
베를린 버스 M43, 166번과 환승 가능하다.

## 인접 철도역
| 베를린 지하철 7호선                   | 베를린 지하철 7호선 | 베를린 지하철 7호선            |
| ------------------------------------- | ------------------- | ------------------------------ |
| 헤르만플라츠 라트하우스 슈판다우 방면 | U7                  | 카를마르크스슈트라세 루도 방면 |